# بيل سامرز
بيل سامرز (بالإنجليزية: Bill Summers)‏ هو فنان إيقاعي وعازف جاز أمريكي، ولد في 20 مايو 1948 في نيو أورلينز في الولايات المتحدة.

## وصلات خارجية
- بيل سامرز على موقع ميوزك برينز (الإنجليزية)
- بيل سامرز على موقع أول ميوزيك (الإنجليزية)
- بيل سامرز على موقع ديسكوغز (الإنجليزية)